# Back Up
Back Up è un singolo del rapper statunitense Don Toliver pubblicato il 24 luglio 2019.

## Tracce
1. Back Up – 2:43